# Larry Silverstein
Larry A. Silverstein (* 30. Mai 1931 in Brooklyn, New York City) ist ein US-amerikanischer Investor und Milliardär. Er ist Vorsitzender des Immobilienunternehmens Silverstein Properties.

## Leben
Silverstein wurde 1931 in Bedford–Stuyvesant, Brooklyn in eine jüdische Familie geboren. Er graduierte 1952 an der New York University. Anschließend besuchte er die Brooklyn Law School. 1956 heiratete er Klara, die als Schullehrerin in New York arbeitete und die Familie in den ersten drei Jahren ihrer Ehe mit ihrem Gehalt unterstützte. Zusammen mit seinem Vater Harry G. Silverstein und seinem Schwager Bernard Mendik gründete er 1957 Harry G. Silverstein & Sons, um Immobilien in New York City, insbesondere in Manhattan, zu kaufen. Er leitete das Unternehmen nach dem Tod seines Vaters und dem Ausstieg Mendiks allein. Daraus entstand die spätere Silverstein Properties Inc.
Aus der Ehe Silversteins gingen zwei Töchter und ein Sohn hervor. Eine seiner Töchter und sein Sohn sind ebenfalls bei Silverstein Properties tätig.

## Pächter des alten World Trade Centers
Nach dem Rückzug eines anderen Bieters, den man ihm zunächst vorgezogen hatte, erhielt Silverstein am 24. Juli 2001 einen auf 99 Jahre befristeten Pachtvertrag für die beiden Zwillingstürme des World Trade Centers in New York City. Das 47-stöckige alte 7 World Trade Center gehörte ihm bereits.
Nachdem diese drei Gebäude bei den Terroranschlägen vom 11. September 2001 zerstört wurden, musste er dennoch nach dem Pachtvertrag weiterhin die Miete täglich zahlen. Um diese decken zu können, versuchte er mit seinem australischen Partner Frank Lowy, für jeden der beiden WTC-Türme die vereinbarte Versicherungssumme von 3,5 Milliarden Dollar zu erhalten, weil diese durch zwei unabhängige Ereignisse zerstört worden seien. Im Ergebnis erhielt er eine Versicherungssumme von 4,6 Milliarden Dollar, die er für den Neubau des Komplexes einsetzte.
Ein fehlgedeutetes Zitat Silversteins wurde eine weit verbreitete der Verschwörungstheorien zum 11. September 2001: Er habe mit der Aussage „maybe the smartest thing to do is pull it“ in einem Gespräch mit dem Chef des New York Fire Department einen Befehl zur Sprengung zugegeben. Jedoch ist pull it in keinem Fall ein Synonym für eine Sprengung. Silverstein wies diese Vorwürfe stets zurück: Er habe die Evakuierung des instabilen Gebäudes vorgeschlagen, um keine weiteren Verluste an Menschenleben zu riskieren. Diesen Rückzug der Feuerwehrleute aus dem Gebäude habe der Feuerwehrchef dann selbst angeordnet. Die New Yorker Feuerwehr bestätigte: Der Ausdruck „pull it“ habe sich auf eine Evakuierung des instabilen Gebäudes bezogen, das bald darauf einstürzte. Feuerwehrchef Daniel Nigro bezeugte seinen Befehl dazu 2007 schriftlich. Beteiligte Feuerwehrleute bezeugten, sie seien abgezogen („pulled“) worden.

### Klage gegen Fluggesellschaften
Silverstein führte juristische Auseinandersetzungen mit mehreren Fluggesellschaften, weil diese seiner Ansicht nach wegen laxer Sicherheitsvorkehrungen mitschuldig an der Zerstörung der Hochhäuser seien. Die entsprechenden Klagen wurden im Jahr 2012 abgewiesen. Fünf Jahre später einigte sich Silverstein im Wege eines Vergleichs mit den Fluggesellschaften American Airlines und United Continental Holdings. Berichten zufolge erhielt er 95,2 Millionen Dollar.

## Investor des neuen World Trade Centers
Der Bau des One World Trade Center (ehemals Freedom Tower) begann 2006 und wurde von Silverstein Properties in Auftrag gegeben. Darauf übernahm die New Yorker Hafenbehörde den Bau dieses 541 Meter hohen Turms. Silverstein war seinerzeit mit den Gebäuden Two World Trade Center, Three World Trade Center und Four World Trade Center befasst. Das World Trade Center Memorial wurde von ihm und der Hafenbehörde gemeinsam gebaut. Das neue 7 World Trade Center wurde 2006 eröffnet.

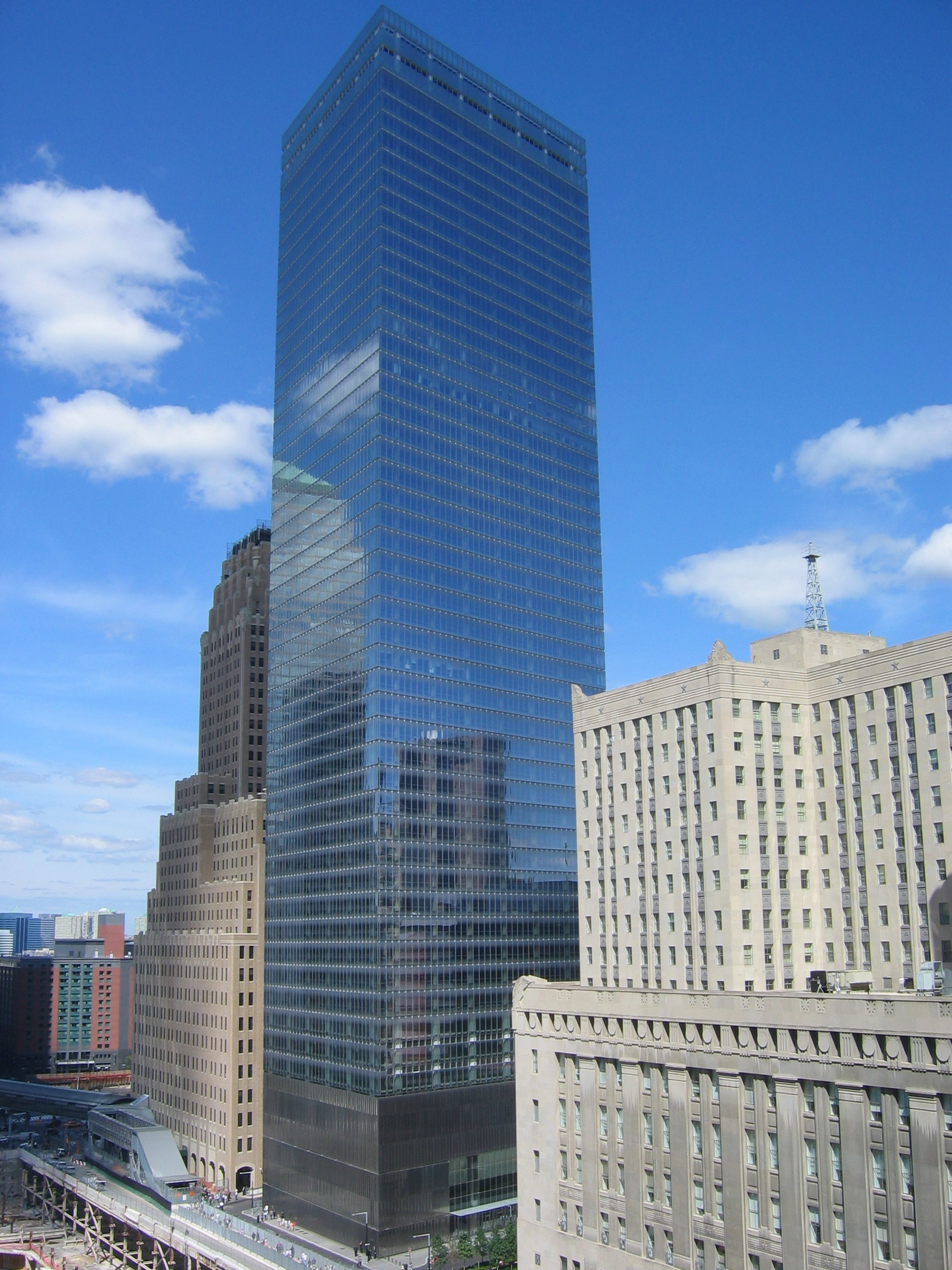
7 World Trade Center

Silverstein investierte die gesamte gerichtlich erstrittene Versicherungssumme für das zerstörte alte WTC in den Neubau. Dessen erwartete Gesamtkosten stiegen im Verlauf auf etwa neun Milliarden US-Dollar. Zudem konnten einzelne Versicherungsgesellschaften ihren Anteil an der Versicherungssumme nicht sofort auszahlen. Dadurch wurden die Dauer und das Baukonzept des Neubaus zeitweise in Frage gestellt.